# Myrmeleon nigrurus
Myrmeleon nigrurus är en insektsart som beskrevs av Author?, [0000. Myrmeleon nigrurus ingår i släktet Myrmeleon och familjen myrlejonsländor. Inga underarter finns listade i Catalogue of Life.